# Миялыколь
Миялыколь (каз. Миялыкөл, до 1999 г. — Шевченко) — село в Мугалжарском районе Актюбинской области Казахстана. Входит в состав Егиндыбулакского сельского округа. Код КАТО — 154839600.

## Население
В 1999 году население села составляло 205 человек (92 мужчины и 113 женщин). По данным переписи 2009 года, в селе проживало 87 человек (45 мужчин и 42 женщины).